# Saint-Élix-Theux
Saint-Élix-Theux település Franciaországban, Gers megyében. Lakosainak száma 87 fő (2022. január 1.). Saint-Élix-Theux Lagarde-Hachan, Moncassin, Saint-Arroman, Saint-Michel és Sauviac községekkel határos.

## Népesség
A település népessége az elmúlt években az alábbi módon változott:
| Lakosok száma | 167  | 145  | 131  | 107  | 118  | 109  | 106  | 95   | 89   | 87   |
|               | 1968 | 1982 | 1990 | 2006 | 2013 | 2015 | 2017 | 2019 | 2020 | 2022 |